# أنطونيو لوبيز (لاعب كرة قدم إسباني)
أنطونيو لوبيز (بالإسبانية: Antonio López Herranz) (4 مايو 1913 في إسبانيا - 29 سبتمبر 1959 في الولايات المتحدة) هو مدرب كرة قدم ولاعب كرة قدم إسباني في مركز الهجوم. لعب مع ريال مدريد ونادي أمريكا ونادي إيركوليس.

## وصلات خارجية
- أنطونيو لوبيز على موقع Soccerway.com (الإنجليزية)
- أنطونيو لوبيز على موقع عالم كرة القدم.نت (الإنجليزية)
- أنطونيو لوبيز على موقع أوليمبيديا (الإنجليزية)